# KV Barentshav
KV Barentshav – duży patrolowiec Norweskiej Straży Wybrzeża, pierwszy okręt tych sił wyposażony w napęd LNG. Kontrakt na zakup okrętu został podpisany 21 października 2005 roku. Okręt jest projektu Vik-Sandvik VS 794 GCV, został zbudowany przez Myklebust Verft. Patrolowiec został dostarczony Straży Wybrzeża w sierpniu 2009 roku. Jego głównymi zadaniami są patrole wyłącznej strefy ekonomicznej, inspekcja połowów oraz akcje poszukiwawczo-ratunkowe.